# Parisia microphthalma
Parisia microphthalma is een garnalensoort uit de familie van de Atyidae. De wetenschappelijke naam van de soort is voor het eerst geldig gepubliceerd in 1946 door Fage.